# ۷۴ (میلادی)
۷۴ (میلادی) هفتاد و چهارمین سال تقویم میلادی است.

## رویدادها
بر اساس مکان
امپراتوری روم
- امپراتور وسپاسیان و پسرش تیتوس قیصر وسپاسیانوس کنسول‌های رومی شدند.[۱]
- منطقه جنگل سیاه دوباره به امپراتوری روم پیوست.
- ۲۷ دسامبر - وسپاسیان امتیازات سخاوتمندانه‌ای به پزشکان و معلمان اعطا می‌کند.

آسیا
- امپراتور مینگ از سلسله هان، چن مو را به سمت احیا شده محافظ مناطق غربی منصوب کرد.[۲]
- ژنرال های چینی دو گو (تئو کو) و گنگ بینگ (کنگ پینگ) کنترل تورفان را به دست می گیرند.

بر اساس موضوع
هنر و علوم
- بین النهرین: آخرین متن میخی شناخته شده نوشته شده است.[۳]

## زادگان
- ۱۸ مارس - هیگینوس، اسقف رم

## درگذشتگان
- کائِنیس، برده رومی و منشی آنتونیای کوچک (مادر امپراتور کلودیوس) و معشوقه امپراتور وسپاسیان

- پولمون دوم، شاهزاده پادشاهی بوسپور، پونتوس، کیلیکیه و کاپادوکیه